# Fabiola Alanís Sámano
María Fabiola Alanís Sámano (Ciudad Hidalgo, Michoacán, México, 13 de febrero de 1965) es una politologa, economista, feminista, docente y escritora mexicana, desde el 30 de julio de 2020 fungió como titular de la Comisión Nacional para Prevenir y Erradicar la Violencia contra las Mujeres. Actualmente, y desde 2024, se desempera como coordinadora de la Junta de Coordinación Política del H. Congreso del Estado de Michoacán y como coordinadora del Grupo Parlamentario de Morena en Michoacán.

## Biografía
Pese a que durante su infancia vivió en el Distrito Federal, pasaba largas temporadas en Ciudad Hidalgo con sus abuelos paternos, Bacilides Marín y Pablo Alanís.
Hija de padre migrante, su madre se dedicó a diversos oficios; en su infancia, Fabiola vendió flores tejidas por su abuela y trabajó en distintos establecimientos en compañía de su hermana Gladys.
A los 17 años comenzó a trabajar como secretaria administrativa en la Universidad Pedagógica Nacional; al poco tiempo se involucró en la vida política de esa institución, y llegó a ser representante sindical administrativa.
En 1986 viajó a Cuba y Bulgaria en donde tomó diplomados relacionados con procesos cooperativos.
En 1989 se mudó con su familia la ciudad de Morelia, continuó laborando en la UPN, al mismo tiempo continuó sus estudios y en 1997 obtuvo el grado de licenciada en Economía por la Universidad Michoacana de San Nicolás de Hidalgo.
Participó en actividades políticas como la conformación del colectivo Comandante Ramona, en solidaridad con el Ejército Zapatista de Liberación Nacional.
Estudió la maestría en Ciencias Políticas en la Universidad Laval en Quebec, Canadá.
Tras obtener el grado de maestra, regresó a Morelia donde se hizo militante del Partido de la Revolución Democrática, en el cual fue consejera nacional, así como la primera presidenta del Comité Ejecutivo Estatal.
Trabajó en la administración de Lázaro Cárdenas Batel como directora de Planeación en la Secretaría de Desarrollo Social, y de Política de Abasto y de Empleo en la Secretaría de Desarrollo Económico; obteniendo en este último tres premios consecutivos a nivel nacional por generación de empleos en Michoacán.
Como presidenta del PRD apoyó la credencialización al Gobierno Legítimo que encabezó Andrés Manuel López Obrador y organizó la consulta por la defensa del petróleo, fue una de las responsables de la integración de los protagonistas del cambio verdadero en la entidad y en el 2012 fue candidata al Senado en fórmula con Raúl Morón Orozco. 
En 2011 fue precandidata a Gobernadora del Estado de Michoacán.
Del 2015 al 2018 fue de la titular de la SecretarÍa de la Mujer del Gobierno del Estado de Michoacán, durante su estancia se desarrolló el programa de empoderamiento económico de las mujeres Palabra de Mujer.
En 2018 obtuvo el grado de Doctora en Ciencias Sociales por la Universidad Autónoma Metropolitana. 
Entre 2018 y 2019 participó en cumbres latinoamericanas vinculadas con la perspectiva de género, en países como Bolivia, Ecuador y Uruguay.
Dirección General para una Vida Libre de Violencia y para la Igualdad Política y Social delINMUJERES.
Desde la Dirección General para una Vida Libre de Violencia y para la Igualdad Política y Social del Instituto Nacional de las Mujeres, fue una de las impulsoras del Protocolo Nacional de Atención Integral a Niñas, Niños y Adolescentes en condición de orfandad por feminicidio, así como de la revisión de la integración de las carpetas de investigación en casos de muertes violentas de mujeres para garantizar el acceso a la justicia.

## Publicaciones
Ensayo: “Etat et transition au Mexique: 1988-1998” (Estado y transición política en México)
Université Laval, Quebec, Canadá
25 de junio de 1999.
Diversos artículos de opinión y análisis sobre temas económicos, políticos y sociales publicados en:
- Revista Realidad Económica, Escuela de Economía de la UMSNH
- Revista Zona Franca
- Revista Porqué de Michoacán
- Periódico Cambio de Michoacán[12]